# FC Twente in het seizoen 2025/26 (mannen)
Het seizoen 2025/2026 is het 61e jaar in het bestaan van de Enschedese voetbalclub FC Twente. Het eerste mannenelftal van de club komt dit jaar uit in de Eredivisie 2025/26 en neemt deel aan het toernooi om de KNVB beker 2025/26.
Met een zesde plaats in het voorgaande seizoen en verlies in de finale van de play-offs, kwalificeerde Twente zich niet voor Europees voetbal.
Trainer van FC Twente is voor het derde achtereenvolgende seizoen Joseph Oosting.

## Voorbereiding
Binnen de trainersstaf vertrok Sander Duits. Hij werd hoofdtrainer bij RKC Waalwijk. Als nieuwe assistent-trainer werd Ivar van Dinteren aangetrokken, die eerder tussen 2020 en 2023 al assistent-trainer van Twente was.
Topscorer Sem Steijn werd verkocht aan Feyenoord en Michal Sadílek vertrok naar Slavia Praag. Alfons Sampsted, die in het seizoen 2024/25 verhuurd was aan Birmingham City FC, werd door deze club overgenomen. Younes Taha (FC Groningen), Juliën Mesbahi (FC Emmen) en Harrie Kuster (RKC Waalwijk) werden verhuurd.
Robin Pröpper (Rangers FC), Guilherme Peixoto (SL Benfica), Stav Lemkin (Sjachtar Donetsk), Thomas van den Belt (Feyenoord) en Kristian Hlynsson (AFC Ajax) werden aangetrokken, Mats Rots keerde terug na een verhuurperiode bij Heracles Almelo en Ruud Nijstad en Lucas Vennegoor of Hesselink kwamen uit de FC Twente / Heracles Academie.
In de voorbereiding oefende FC Twente achtereenvolgens tegen DSVD, Motherwell FC, KSC Lokeren, Qarabağ FK, Kaizer Chiefs, FC Schalke 04, Rot-Weiss Oberhausen, FC Porto, RKC Waalwijk en Udinese.

## Selectie en technische staf

### Eerste selectie
Keepers

1. Lars Unnerstall

21. Sam Karssies

22. Przemysław Tytoń

31. Yannick Gerritsen
Verdediging

2. Mees Hilgers

3. Robin Pröpper

5. Bas Kuipers

12. Guilherme Peixoto

17. Alec Van Hoorenbeeck

23. Stav Lemkin

28. Bart van Rooij

38. Max Bruns

39. Mats Rots

43. Ruud Nijstad
Middenveld

4. Mathias Kjølø

6. Ramiz Zerrouki

8. Taylor Booth

14. Kristian Hlynsson

20. Thomas van den Belt

32. Arno Verschueren

Aanval

7. Mitchell van Bergen

9. Ricky van Wolfswinkel

10. Sam Lammers

11. Daan Rots

25. Lucas Vennegoor of Hesselink

27. Sondre Orjasæter

37. Naci Ünüvar

### Technische staf
- Joseph Oosting (hoofdtrainer)
- Ivar van Dinteren (assistent-trainer)
- Peter Uneken (assistent-trainer)
- Jeffrey de Visscher (assistent-trainer)
- Rein Baart (keeperstrainer)

## Wedstrijdstatistieken

### Eredivisie 2025/26
| 1e speelronde | PEC Zwolle       | 1 - 0 (1 - 0)     | FC Twente | Selectie FC Twente: |
| zo. 10 augustus 2025 Aanvangstijd: 12:15 uur Plaats: Zwolle MAC³PARK stadion Toeschouwers: .... Scheidsrechter: Joey Kooij | Thijs Oosting 8' | 1–0               |           | BASISOPSTELLING: Unnerstall – Van Rooij, Lemkin, Pröpper , M. Rots – Van den Belt, Verschueren, Zerrouki – Van Bergen, Van Wolfswinkel, Booth RESERVEBANK: Tytoń, Karssies, Peixoto, Bruns, Van Hoorenbeeck, Kuipers, Kjølø, Besselink, Hlynsson, D. Rots, Vennegoor of Hesselink, Ünüvar. WISSELS: 46' Bruns Lemkin 46' Hlynsson Van den Belt 62' Rots Verschueren 62' Ünüvar Van Bergen 75' Vennegoor of Hesselink Zerrouki |
| - Afwezig: Hilgers (onbekend), Vlap (transferperikelen), Lammers (blessure) - Gele kaart: Van Rooij (45')                  |                  |                   |           | |
| 2e speelronde | FC Twente        | .. - .. (.. - ..) | PSV       | Selectie FC Twente: |
| zo. 17 augustus 2025 Aanvangstijd: 14:30 uur Plaats: Enschede De Grolsch Veste Toeschouwers: .... Scheidsrechter: ....     |                  |                   |           | BASISOPSTELLING: RESERVEBANK: WISSELS: |
| |                  |                   |           | |
| |                  |                   |           | |